# Compagnia del commercio per le assicurazioni marittime

Capitoli per la Compagnia del commercio per le assicurazioni marittime, 1800 (Fondazione Mansutti, Milano).

La Compagnia del commercio per le assicurazioni marittime è stata una compagnia di assicurazione italiana, con sede a Genova.
La società aveva il monopolio delle assicurazione marittime, concesso dal Maggior Consiglio nel 1741 in cambio di un prestito di 100.000 lire genovesi senza interessi al Governo genovese. Nel 1780 assunse la nuova denominazione e dopo dieci anni venne rinnovato il suo statuto per un ulteriore decennio. La società aumentò di nuovo il proprio capitale nel 1800 in considerazione dei notevoli rendimenti acquisiti. Tuttavia, le vicende politiche della repubblica impedirono di proseguire le attività. Nello statuto era previsto che l'1% degli utili fosse destinato all'elemosina.